# Aeropuerto Internacional Sunport
El Aeropuerto Internacional Sunport (IATA: ABQ, OACI: KABQ) es un aeropuerto civil localizado a 3 millas (5 kilómetros) al sureste del distrito central de negocios de Albuquerque en Condado de Bernalillo, Nuevo México, Estados Unidos. Es el aeropuerto comercial más grande del estado, al manejar unos 6,467,263 pasajeros en 2008. El aeropuerto sirve a Albuquerque y Santa Fe.

## Historia
En la década de los 30, Albuquerque contaba con dos aeropuertos privados, Aeropuerto West Mesa y Aeródromo Oxnard. En torno a 1935 se sugirió que la ciudad construyese un nuevo aeropuerto público utilizando el dinero de los fondos de cohesión. Teniendo la seguridad de disponer de 520,500 dólares, el gobernador Clyde Tingley dio el visto bueno al proyecto el 28 de febrero de 1937. El Aeropuerto Municipal de Albuquerque abrió en 1939 con dos pistas pavimentadas, un edificio terminal de apariencia rural diseñado por Ernest Blumenthal, y un gran hangar diseñado para dar cabida al otrora nuevo Boeing 307.
El aeropuerto tomó un nuevo cariz en 1940 cuando fue designado como base aérea de Albuquerque, precursora de la actual base de la fuerza aérea de Kirtland. El aeropuerto continúa compartiendo sus pistas con Kirtland, que se encarga de las labores de rescate y contra-incendios.
La actual terminal fue construida en 1965 al este de la terminal original. Desde entonces ha sido ampliada dos veces, la primera vez a finales de los 80 y más recientemente en 1996. La antigua terminal ha sido restaurada y actualmente aloja las oficinas de la Administración de la Seguridad en el Transporte. Fue incluida en el Registro Nacional de Lugares Históricos en 1988.
El Sunport tuvo servicio internacional regular con Aeromexico Connect con vuelos a Chihuahua, México, y a Guadalajara, México, con Volaris entre noviembre de 2018 y junio de 2019.

## Operaciones
La terminal, ampliada a finales de los 80 y de nuevo en 1996, cuenta con 574,000 sq ft (53,300 m²). de espacio.
El aeropuerto cuenta con una terminal de pasajeros diseñada con un estilo de arquitectura rural-español que aloja dos módulos y una zona de puertas para aerolíneas regionales. 
El montante de pasajeros en Sunport ha experimentado una media de crecimiento anual del 2% durante los últimos 15 años.
El centro de carga del aeropuerto movió 67,000 toneladas de carga en 2008.
La terminal de pasajeros ofrece acceso gratuito a internet y puestos de recarga eléctrica para los pasajeros.

## Instalaciones y aviones
El Aeropuerto Internacional de Sunport de Albuquerque cubre 825 ha (2,039 acres) y tiene tres pistas. En 2014, el aeropuerto tenía 130,002 operaciones aéreas, un promedio de 356 por día: 40% comercial programado, 21% taxi aéreo, 24% aviación general y 15% militar. En noviembre de 2017, había 139 aviones de ala fija y 19 helicópteros con base en el aeropuerto, 40 (~ 25%) de los cuales estaban afiliados a las fuerzas armadas. LA terminal de ABQ, que se expandió a fines de la década de 1980, y nuevamente a su tamaño actual en 1996, abarca 53,300 m² (574,000 pies²) de espacio. El aeropuerto tiene una terminal de pasajeros de estilo Pueblo Revival que alberga dos salas y un área con puertas para aerolíneas regionales.
El avión de pasajeros más grande programado en Albuquerque es el Boeing 737-900, operado por Alaska Airlines, Delta Air Lines y United Airlines en vuelos desde Atlanta, Denver y Seattle. El avión comercial más grande que suele ver el Sunport es un McDonnell Douglas DC-10 de FedEx a Memphis.
En 2013, la compañía aérea de extinción de incendios, 10 Tanker Air Carrier, trasladó su sede a Albuquerque y actualmente tiene tres grandes camiones cisterna DC-10 con sede en el Aeropuerto Internacional Sunport.
El avión más grande de cualquier tipo que visitar regularmente el Sunport es el C-5 Galaxy. En 1974 y nuevamente desde 1982 hasta 1992, el aeropuerto contaba con el vuelo programado de un Lockheed L-1011 de Trans World Airlines. El avión más grande que ha visitado el Sunport es el Antonov An-124, que aterrizó en el aeropuerto en un par de ocasiones extremadamente raras.

## Terminal
El Aeropuerto Internacional Sunport tiene una terminal con 25 puertas en cuatro salas, incluida una sala con puertas para aerolíneas regionales. La Sala A tiene 13 puertas: A1 - A12, A14. La Sala B tiene 9 puertas: B1, B3-B10 (la puerta B2 se eliminó durante la ampliación del vestíbulo de seguridad en 2005). La Sala E tiene 2 puertas: E1 y E2. La Sala C, originalmente conocido como el ala oeste, constaba de cuatro puertas (11, 12, 14 y 15). La puerta 11 se cerró cuando la terminal se amplió en 1989 y las tres puertas restantes se cambiaron a C1, C2 y C3. TWA continuó usando estas puertas durante algunos años más hasta que las puertas C2 y C3 mostraron signos de falla estructural y luego tuvieron que ser demolidas. TWA se trasladó a la Sala B y el área de la sala de la puerta C1 (la puerta construida en 1973) se ha convertido en su mayoría en espacio para oficinas. El nivel inferior de la puerta C1 alberga la Aduana de los E.U.A. y todavía se utiliza para vuelos internacionales que llegan ocasionalmente. La Sala D era una sala de aviones regionales a nivel del suelo que fue utilizada por Great Plains Airlines. Se cerró en 2004 después de la liquidación de Great Plains Airlines debido a la insolvencia. La Sala es ahora una instalación de pesas y gimnasio para los empleados del aeropuerto. La Sala E pasó a llamarse Sala C en 2019 y es utilizada por las aerolíneas regionales Advanced Air y Boutique Air. La Sala C original pasó a llamarse Puerta de Llegadas Internacionales. 

## Aerolíneas y destinos

### Pasajeros
| Aerolíneas           | Destinos |
| -------------------- | --- |
| Advanced Air         | Carlsbad (NM), Las Cruces, Silver City Estacional: Angel Fire |
| Alaska Airlines      | Portland (OR), Seattle/Tacoma |
| American Airlines    | Chicago–O'Hare, Dallas/Fort Worth, Phoenix–Sky Harbor |
| American Eagle       | Dallas/Fort Worth, Los Ángeles, Phoenix–Sky Harbor Estacional: Chicago–O'Hare |
| Delta Air Lines      | Atlanta Estacional: Mineápolis/St. Paul |
| Delta Connection     | Los Ángeles, Salt Lake City |
| JetBlue Airways      | Estacional: Nueva York–JFK |
| Southwest Airlines   | Austin, Baltimore, Burbank, Chicago–Midway, Dallas–Love, Denver, Houston–Hobby, Kansas City, Las Vegas, Long Beach, Los Ángeles, Nashville, Oakland, Phoenix–Sky Harbor, San Diego Estacional: Orlando, San Antonio |
| Spirit Airlines      | Las Vegas |
| Sun Country Airlines | Estacional: Mineápolis/St. Paul |
| United Airlines      | Chicago–O'Hare, Denver, Houston–Intercontinental, San Francisco, Washington–Dulles |
| United Express       | Denver, Houston–Intercontinental, San Francisco Estacional: Chicago–O'Hare |

### Carga

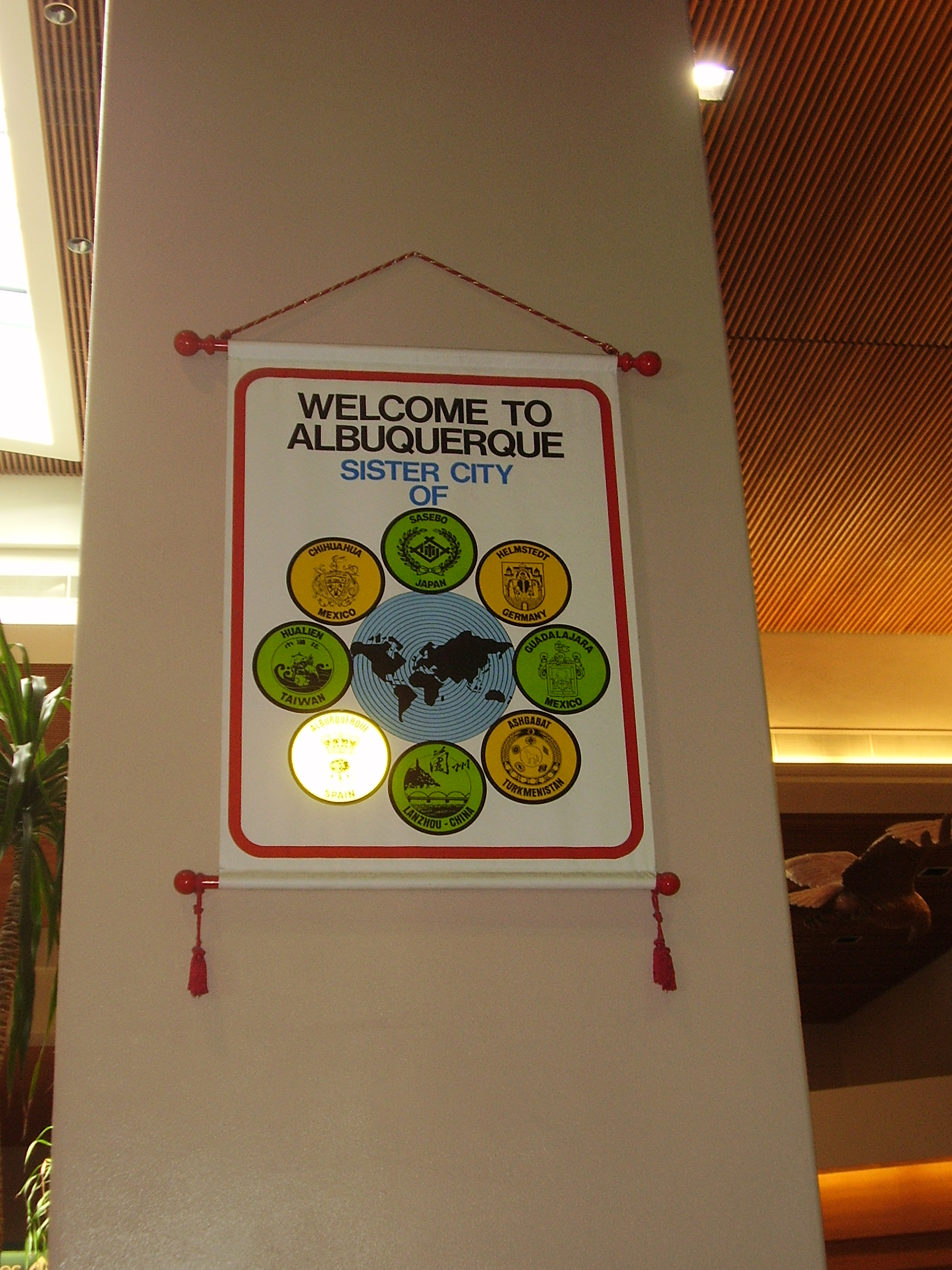
Anuncio en el interior del Aeropuerto con las Ciudades Hermanas de Albuquerque

| Aerolíneas                               | Destinos |
| ---------------------------------------- | --- |
| Amazon Air                               | San Bernardino                                                                                              |
| Ameriflight                              | Phoenix-Sky Harbor                                                                                          |
| FedEx Express                            | Lubbock, Memphis                                                                                            |
| FedEx Feeder operado por Empire Airlines | Durango (CO), Farmington, Gallup                                                                            |
| South Aero                               | Alamogordo, Carlsbad, Clovis, Deming, Farmington, Gallup, Grants, Hobbs, Las Vegas (NM), Roswell, Tucumcari |
| UPS Airlines                             | Dallas/Fort Worth, El Paso, Louisville, Ontario, Phoenix–Sky Harbor, Salt Lake City                         |

### Destinos nacionales
Se brinda servicio a 32 ciudades dentro del país a cargo de 12 aerolíneas.
| Destinos nacionales del Aeropuerto de Albuquerque ABQ AXX ATL AUS BWI BUR CNM ORD MDW DFW DAL DEN IAH HOU MCI LRU LAS LGB LAX MSP BNA JFK OAK MCO PHX PDX SLC SAT SAN SFO SEA SVC IAD | Destinos nacionales del Aeropuerto de Albuquerque ABQ AXX ATL AUS BWI BUR CNM ORD MDW DFW DAL DEN IAH HOU MCI LRU LAS LGB LAX MSP BNA JFK OAK MCO PHX PDX SLC SAT SAN SFO SEA SVC IAD | Destinos nacionales del Aeropuerto de Albuquerque ABQ AXX ATL AUS BWI BUR CNM ORD MDW DFW DAL DEN IAH HOU MCI LRU LAS LGB LAX MSP BNA JFK OAK MCO PHX PDX SLC SAT SAN SFO SEA SVC IAD | Destinos nacionales del Aeropuerto de Albuquerque ABQ AXX ATL AUS BWI BUR CNM ORD MDW DFW DAL DEN IAH HOU MCI LRU LAS LGB LAX MSP BNA JFK OAK MCO PHX PDX SLC SAT SAN SFO SEA SVC IAD | Destinos nacionales del Aeropuerto de Albuquerque ABQ AXX ATL AUS BWI BUR CNM ORD MDW DFW DAL DEN IAH HOU MCI LRU LAS LGB LAX MSP BNA JFK OAK MCO PHX PDX SLC SAT SAN SFO SEA SVC IAD | Destinos nacionales del Aeropuerto de Albuquerque ABQ AXX ATL AUS BWI BUR CNM ORD MDW DFW DAL DEN IAH HOU MCI LRU LAS LGB LAX MSP BNA JFK OAK MCO PHX PDX SLC SAT SAN SFO SEA SVC IAD | Destinos nacionales del Aeropuerto de Albuquerque ABQ AXX ATL AUS BWI BUR CNM ORD MDW DFW DAL DEN IAH HOU MCI LRU LAS LGB LAX MSP BNA JFK OAK MCO PHX PDX SLC SAT SAN SFO SEA SVC IAD | Destinos nacionales del Aeropuerto de Albuquerque ABQ AXX ATL AUS BWI BUR CNM ORD MDW DFW DAL DEN IAH HOU MCI LRU LAS LGB LAX MSP BNA JFK OAK MCO PHX PDX SLC SAT SAN SFO SEA SVC IAD | Destinos nacionales del Aeropuerto de Albuquerque ABQ AXX ATL AUS BWI BUR CNM ORD MDW DFW DAL DEN IAH HOU MCI LRU LAS LGB LAX MSP BNA JFK OAK MCO PHX PDX SLC SAT SAN SFO SEA SVC IAD | Destinos nacionales del Aeropuerto de Albuquerque ABQ AXX ATL AUS BWI BUR CNM ORD MDW DFW DAL DEN IAH HOU MCI LRU LAS LGB LAX MSP BNA JFK OAK MCO PHX PDX SLC SAT SAN SFO SEA SVC IAD |
| Destinos | Southwest Airlines | United Airlines | American Airlines | Delta Air Lines | Advanced Air | Alaska Airlines | Otra | # | |
| --- | --- | --- | --- | --- | --- | --- | --- | --- | --- |
| Angel Fire (AXX) | | | | | • | | | 1 | |
| Atlanta (ATL) | | | | • | | | | 1 | |
| Austin (AUS) | • | | | | | | | 1 | |
| Baltimore (BWI) | • | | | | | | | 1 | |
| Burbank (BUR) | • | | | | | | | 1 | |
| Carlsbad (CNM) | | | | | • | | | 1 | |
| Chicago (MDW) | • | | | | | | | 1 | |
| Chicago (ORD) | | • | • | | | | | 2 | |
| Dallas (DFW) | | | • | | | | | 1 | |
| Dallas (DAL) | • | | | | | | | 1 | |
| Denver (DEN) | • | • | | | | | | 2 | |
| Houston (IAH) | | • | | | | | | 1 | |
| Houston (HOU) | • | | | | | | | 1 | |
| Kansas (MCI) | • | | | | | | | 1 | |
| Las Cruces (LRU) | | | | | • | | | 1 | |
| Las Vegas (LAS) | • | | | | | | Spirit Airlines | 2 | |
| Long Beach (LGB) | • | | | | | | | 1 | |
| Los Ángeles (LAX) | • | | • | • | | | | 3 | |
| Mineápolis (MSP) | | | | • | | | Sun Country Airlines | 2 | |
| Nashville (BNA) | • | | | | | | | 1 | |
| Nueva York (JFK) | | | | | | | JetBlue Airways | 1 | |
| Oakland (OAK) | • | | | | | | | 1 | |
| Orlando (MCO) | • | | | | | | | 1 | |
| Phoenix (PHX) | • | | • | | | | | 2 | |
| Portland (PDX) | | | | | | • | | 1 | |
| Salt Lake City (SLC) | | | | • | | | | 1 | |
| San Antonio (SAT) | • | | | | | | | 1 | |
| San Diego (SAN) | • | | | | | | | 1 | |
| San Francisco (SFO) | | • | | | | | | 1 | |
| Seattle (SEA) | | | | | | • | | 1 | |
| Silver City (SVC) | | | | | • | | | 1 | |
| Washington (IAD) | | • | | | | | | 1 | |
| Total | 17 | 5 | 4 | 4 | 4 | 2 | 3 | 32 | |

## Estadísticas

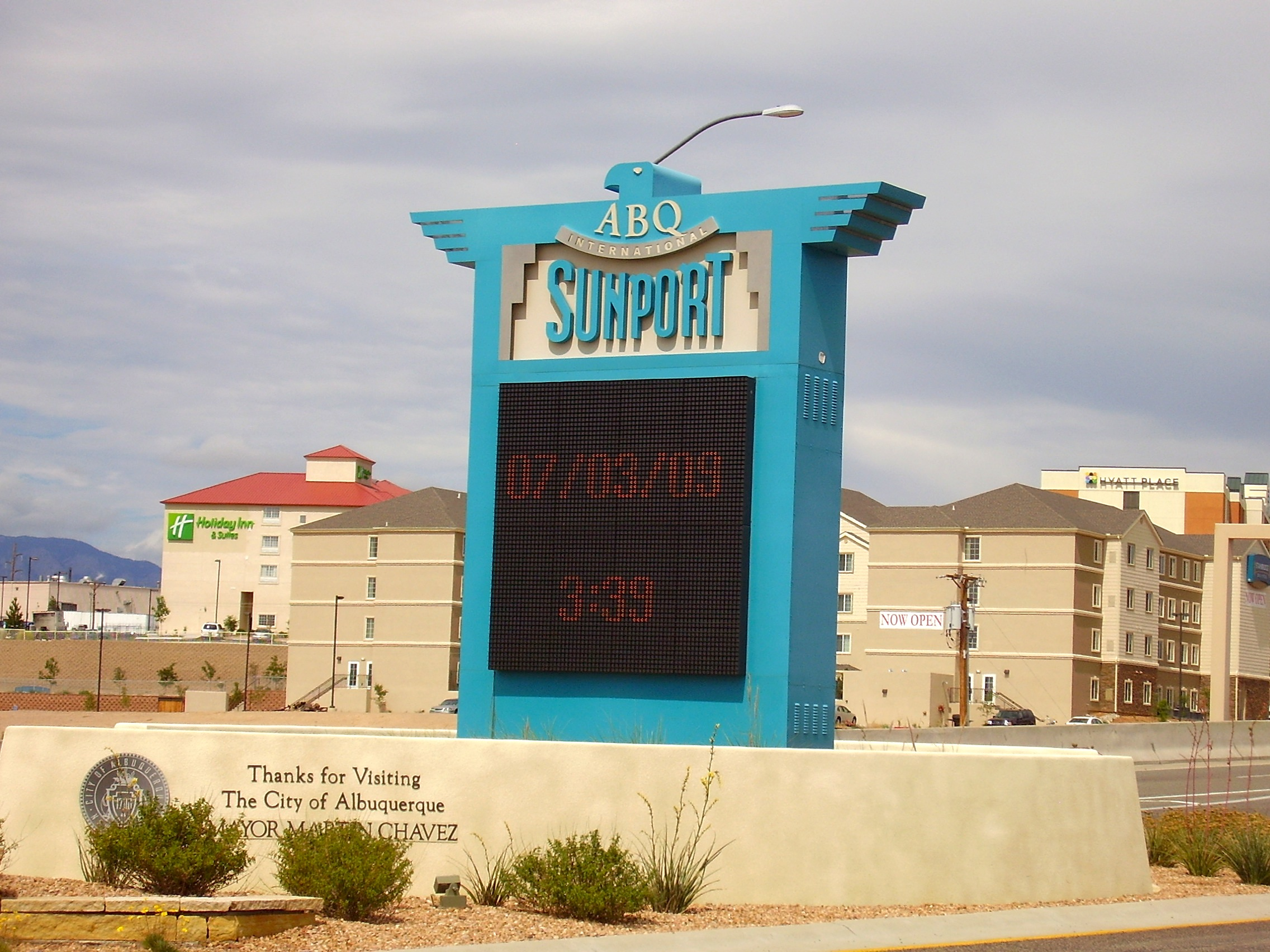
Entrada del aeropuerto.

### Rutas más transitadas
| Número | Ciudad                  | Pasajeros | Aerolínea                                                               |
| ------ | ----------------------- | --------- | ----------------------------------------------------------------------- |
| 1      | Denver, Colorado        | 315,000   | Frontier Airlines, Southwest Airlines, United Airlines, United Express  |
| 2      | Phoenix, Arizona        | 312,000   | American Airlines, American Eagle                                       |
| 3      | Dallas, Texas (DFW)     | 307,000   | American Eagle, Southwest Airlines                                      |
| 4      | Las Vegas, Nevada       | 244,000   | Allegiant Air, Southwest Airlines                                       |
| 5      | Dallas, Texas (DAL)     | 178,000   | Southwest Airlines                                                      |
| 6      | Atlanta, Georgia        | 151,000   | Delta Air Lines                                                         |
| 7      | Los Ángeles, California | 144,000   | American Airlines, American Eagle, Delta Connection, Southwest Airlines |
| 8      | Houston, Texas (HOU)    | 118,000   | Southwest Airlines                                                      |
| 8      | Houston, Texas (IAH)    | 103,000   | United Airlines, United Express                                         |
| 10     | Chicago, Illinois       | 98,000    | American Airlines, American Eagle, United Airlines, United Express      |

### Tráfico anual
| Año  | Pasajeros |  | Año  | Pasajeros |  | Año  | Pasajeros |  | Año  | Pasajeros |
| ---- | --------- |  | ---- | --------- |  | ---- | --------- |  | ---- | --------- |
| 1990 | 4,987,713 |  | 2000 | 6,292,458 |  | 2010 | 5,796,373 |  | 2020 | 1,816,411 |
| 1991 | 4,938,431 |  | 2001 | 6,181,606 |  | 2011 | 5,697,625 |  | 2021 | 3,417,955 |
| 1992 | 5,264,577 |  | 2002 | 6,117,645 |  | 2012 | 5,382,223 |  | 2022 | 4,365,400 |
| 1993 | 5,603,248 |  | 2003 | 6,064,418 |  | 2013 | 5,065,179 |  | 2023 | 5,310,976 |
| 1994 | 6,158,300 |  | 2004 | 6,320,142 |  | 2014 | 4,871,901 |  | 2024 | 5,491,970 |
| 1995 | 6,130,451 |  | 2005 | 6,466,435 |  | 2015 | 4,745,256 |  |      |           |
| 1996 | 6,618,751 |  | 2006 | 6,487,276 |  | 2016 | 4,775,098 |  |      |           |
| 1997 | 6,290,018 |  | 2007 | 6,668,706 |  | 2017 | 4,958,417 |  |      |           |
| 1998 | 6,149,197 |  | 2008 | 6,489,323 |  | 2018 | 5,467,693 |  |      |           |
| 1999 | 6,152,493 |  | 2009 | 5,888,811 |  | 2019 | 5,406,094 |  |      |           |

## Transporte terrestre
Autobús
ABQ RIDE ofrece servicios de autobús (rutas 50 y 222) en el lado sur de la zona de recogida de equipajes.
Tren de cercanías
El ABQ RIDE de la ruta 222 proporciona servicios de conexión con el New Mexico Rail Runner de la estación de Bernallilo County/International Sunport. Los servicios comenzaron el 20 de abril de 2007. El Rail Runner da servicio tanto al norte como al sur del aeropuerto, incluyendo el Centro de Albuquerque y Santa Fe.
Lanzaderas de autobús regulares
Algunas compañías poseen este servicio que conecta a sus pasajeros desde ABQ a la ciudad así como a Santa Fe, New Mexico.
Taxi
Los taxis pueden ser cogidos gracias a los empleados del servicio situados a las afueras de la zona de recogida de equipajes.

## Accidentes
- El 19 de febrero de 1955, el vuelo 260 de TWA, un Martin 4-0-4 con salida de Santa Fe, se estrelló con las montañas Sandia poco después de despegar. Las 16 personas que viajaban a bordo perecieron.[9]

- El 11 de septiembre de 1958, un F-102 Delta Dagger se salió por el final de la pista 35 durante unas fuertes precipitaciones y golpeó a un coche en el Gibson Boulevard antes de acabar en el lado norte de la calle. Todos los ocupantes del coche murieron.[10]

- El 3 de noviembre de 1973, el vuelo 27 de National Airlines, un McDonnell Douglas DC-10, sufrió un catastrófico fallo de motor mientras volaba de Houston a Las Vegas. La metralla del motor golpeó el fuselaje y causó una descompresión explosiva del avión. Un pasajero fue succionado a fuera del avión. El avión fue capaz de efectuar un aterrizaje de emergencia en ABQ.[11]

- El 14 de septiembre de 1977, un Boeing EC-135 de la USAF se estrelló contra las montañas Manzano justo después de despegar, matando a las 20 personas a bordo.[12]

- El 6 de julio de 1997, el vuelo 1470 de Delta Air Lines Flight 1470, un Boeing 727, sufrió un fallo del tren de aterrizaje derecho después de aterrizar en la pista 21. Aunque no hubo que lamentar muertos, 3 personas resultaron heridas y el avión sufrió serios daños.

## Aeropuertos cercanos
Los aeropuertos más cercanos son:
- Aeropuerto Municipal de Santa Fe (79km)
- Aeropuerto Regional Four Corners (239km)
- Aeropuerto Regional de Alamogordo-White Sands (251km)
- Aeropuerto del Condado de Durango-La Plata (256km)
- Centro Aéreo Internacional de Roswell (273km)